# Kościół Niepokalanego Serca Najświętszej Maryi Panny w Kowalowej
Kościół Niepokalanego Serca Najświętszej Maryi Panny w Kowalowej – drewniany rzymskokatolicki kościół parafialny pw. Niepokalanego Serca Najświętszej Maryi Panny, przeniesiony w latach 1947–49 z Ryglic do Kowalowej.

## Historia
Kościół został zbudowany w drugiej połowie XVII w. w Ryglicach. W latach 1767–72 został gruntownie odnowiony i przebudowany. W latach 1947–49
świątynię przeniesiono do Kowalowej i odbudowano prawie w całości z nowego materiału. Remontowany w 1956 i w 1962.

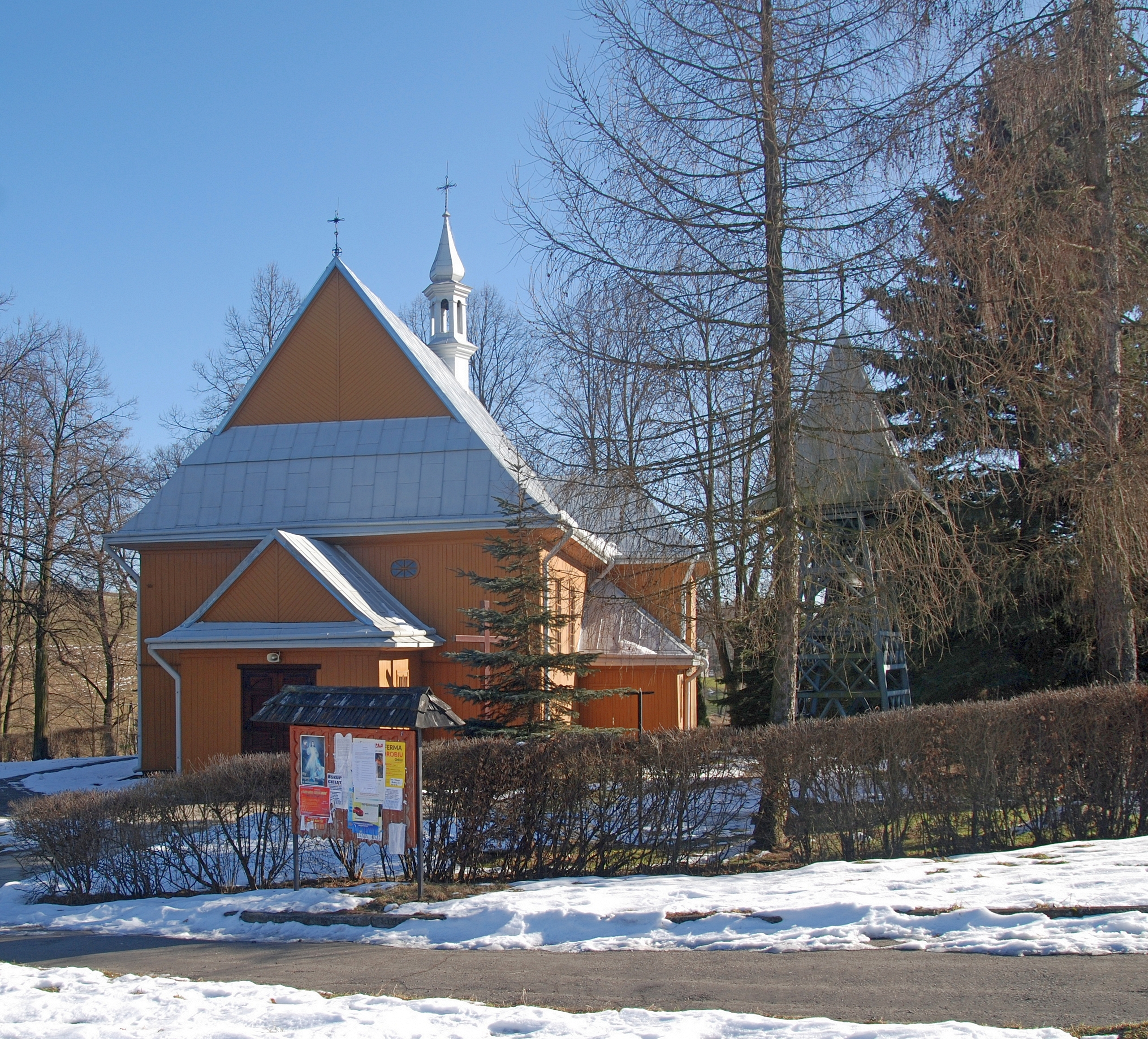
Elewacja frontowa
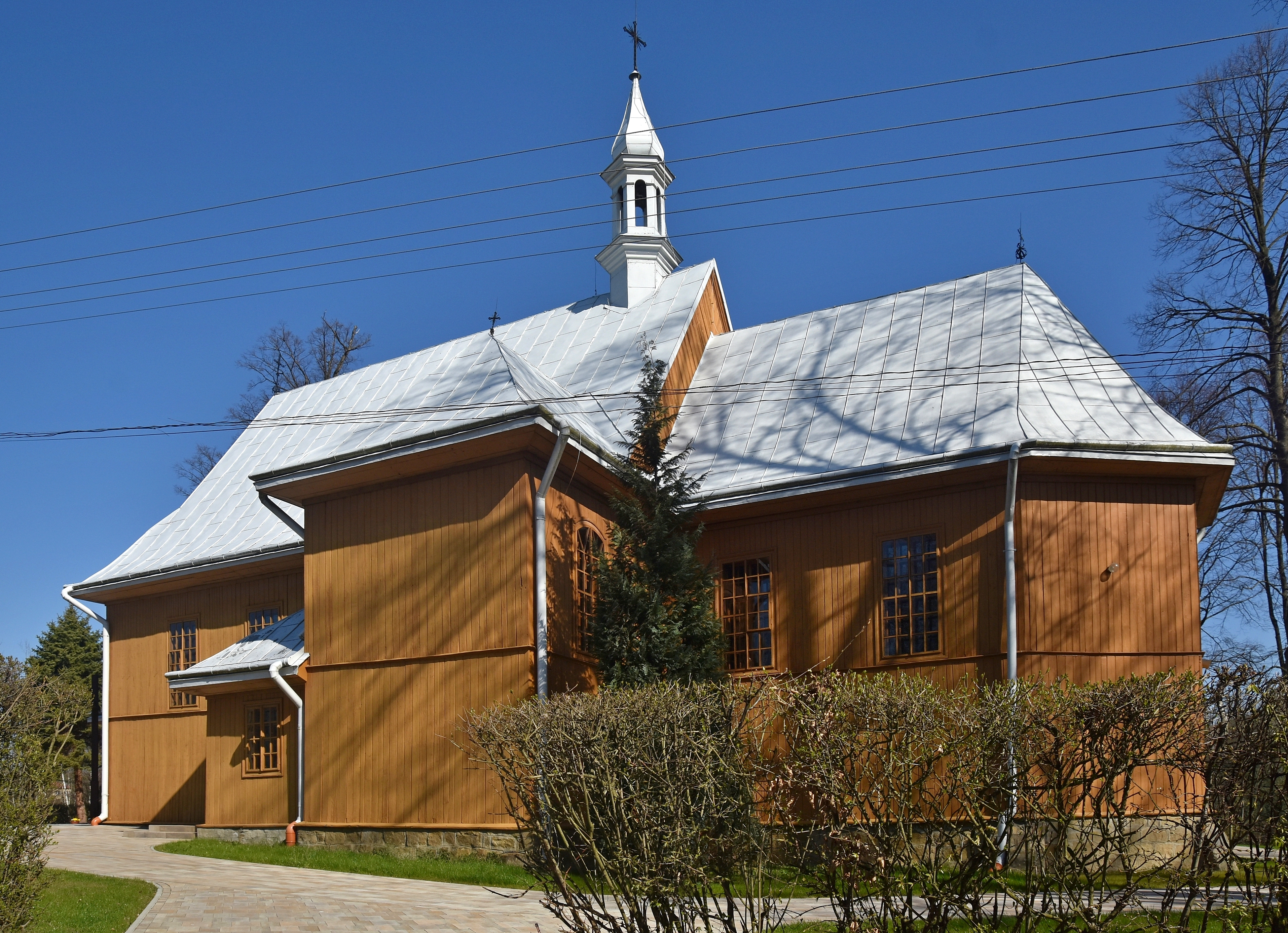
Elewacja boczna
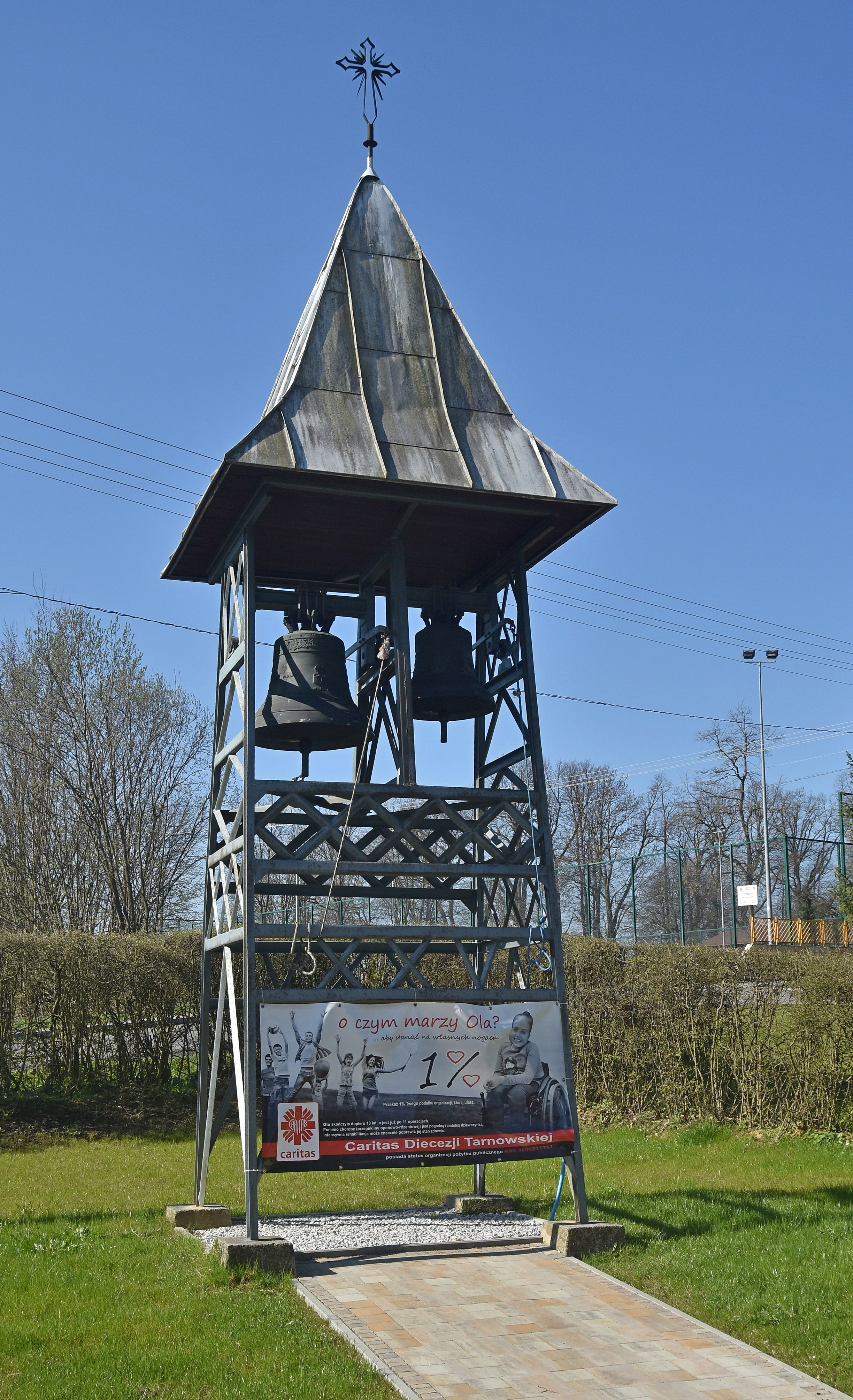
Dzwonnica

## Architektura i wyposażenie
Kościół to budowla drewniana, konstrukcji zrębowej, orientowany. Prezbiterium węższe od nawy, zamknięte trójbocznie z murowaną zakrystią od północy. Przy nawie kaplica i dwie kruchty. Dach dwukalenicowy, kryty blachą z ośmioboczną wieżyczką na sygnaturkę, zwieńczony cebulastym hełmem blaszanym z latarnią. W wejściu portal ciesielski flankowany parą kolumn i ornamentem z 1772.
Wnętrze nakryte pozornym sklepieniem kolebkowym i podzielone dwoma rzędami spiralnych kolumn na trzy części. Chór muzyczny wsparty na dwóch stylizowanych kolumnach z 12-głosowymi organami z 1983. Wyposażenie utrzymane w stylu barokowym, a najcenniejsze to: obraz św. Trójcy z XVIII w., krucyfiks z drugiej poł. XVII w. i krucyfiks na tęczy, zapewne z XVIII w..

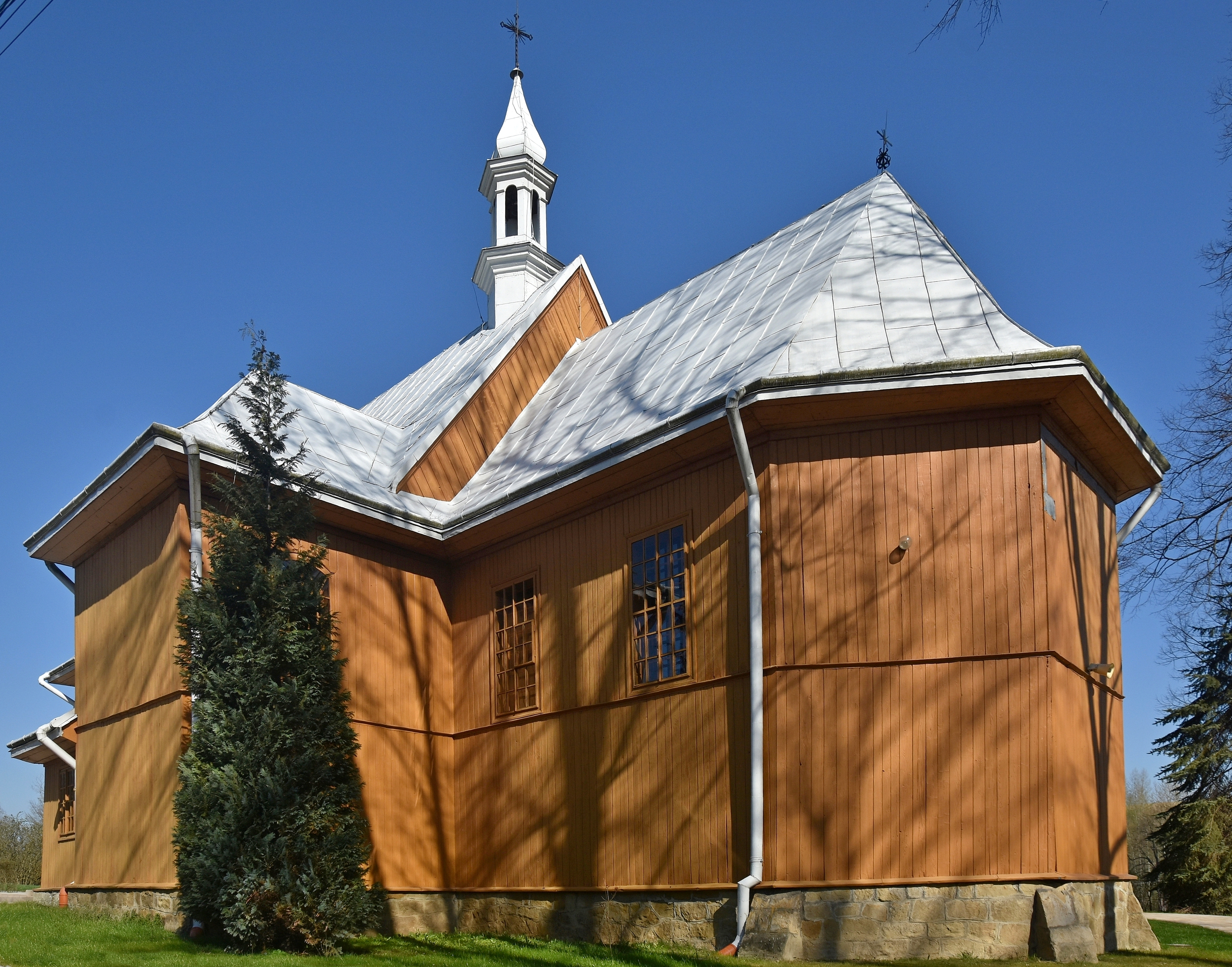
Elewacja boczna
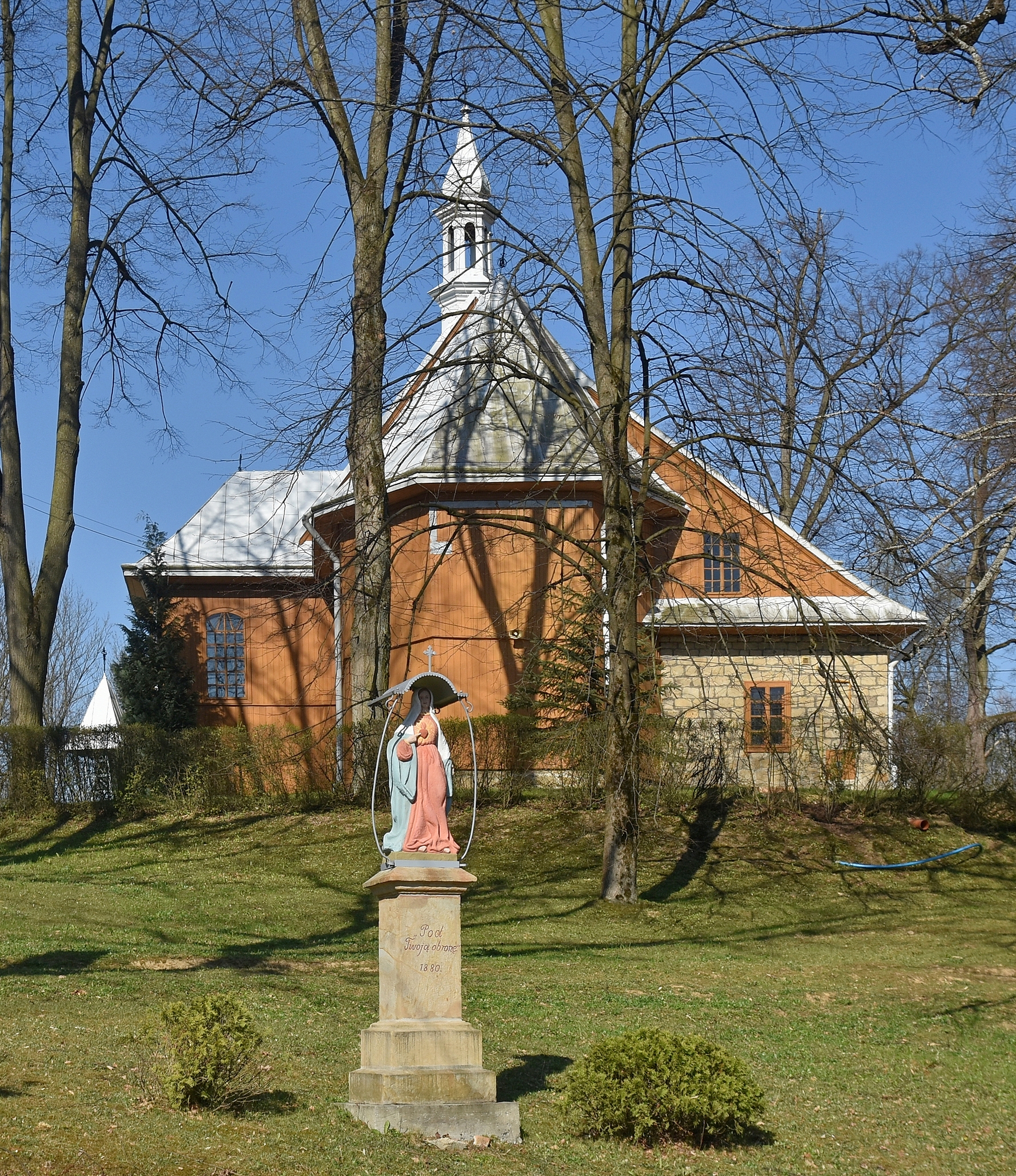
Widok od strony prezbiterium
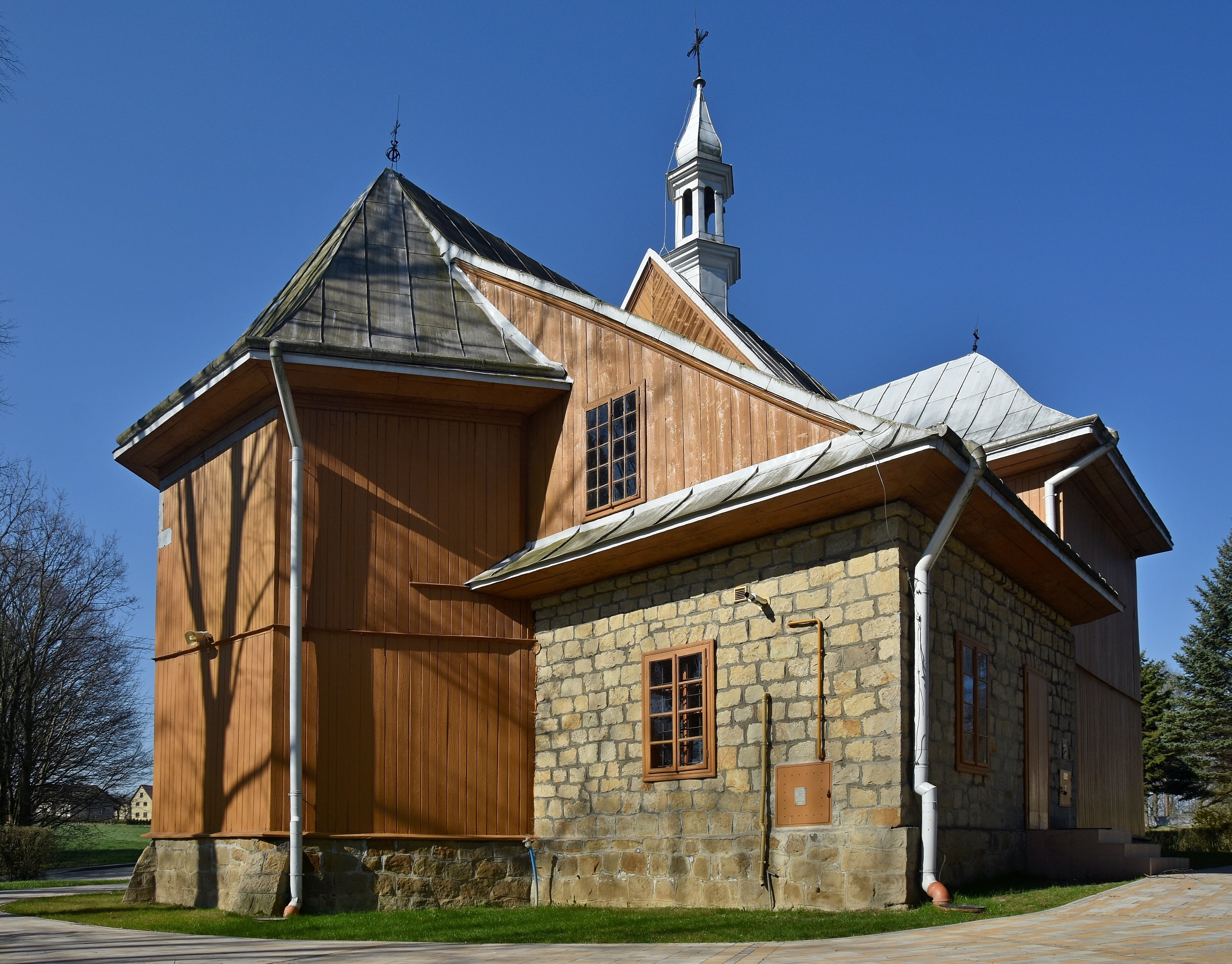
Widok od strony północnej

## Otoczenie
Obok wolnostojąca dzwonnica metalowa z 1977 z dwoma dzwonami Maria i Jan odlanymi w Przemyślu.